# Liste der Biografien/Reit
Liste der Biografien |
Portal Biografien |
Personensuche
# |
A |
B |
C |
D |
E |
F |
G |
H |
I |
J |
K |
L |
M |
N |
O |
P |
Q |
R |
S |
T |
U |
V |
W |
X |
Y |
Z |
?
 
Ra |
Rb |
Rd |
Re |
Rh |
Ri |
Rj |
Rk |
Rl |
Rm |
Rn |
Ro |
Rr |
Rs |
Rt |
Ru |
Rv |
Rw |
Rx |
Ry |
Rz
 
Rea |
Reb |
Rec |
Red |
Ree |
Ref |
Reg |
Reh |
Rei |
Rej |
Rek |
Rel |
Rem |
Ren |
Reo |
Rep |
Req |
Rer |
Res |
Ret |
Reu |
Rev |
Rew |
Rex |
Rey |
Rez
 
Reib |
Reic |
Reid |
Reie |
Reif |
Reig |
Reih |
Reij |
Reik |
Reil |
Reim |
Rein |
Reip |
Reir |
Reis |
Reit |
Reiv |
Reiw |
Reix |
Reiz
Die Liste der Biografien führt alle Personen auf, die in der deutschsprachigen Wikipedia einen Artikel haben. Dieses ist eine Teilliste mit 348 Einträgen von Personen, deren Namen mit den Buchstaben „Reit“ beginnt.

## Reit
- Reit, Ursula (1914–1998), deutsche Schauspielerin

### Reita
- Reitan, Claus (* 1954), österreichischer Journalist und Autor
- Reitan, Greg (* 1973), US-amerikanischer Jazzmusiker
- Reitan, Odd (* 1951), norwegischer Unternehmer
- Reitani, Luigi (1959–2021), italienischer Übersetzer, Literaturwissenschaftler und Germanist
- Reitano, Franco (1942–2012), italienischer Musiker und Komponist
- Reitano, Mary Carter (* 1934), australische Tennisspielerin
- Reitano, Mino (1944–2009), italienischer Cantautore und Schauspieler

### Reitb
- Reitbauer, Birgit (* 1974), österreichische GastronominBirgit Reitbauer (* 1974)

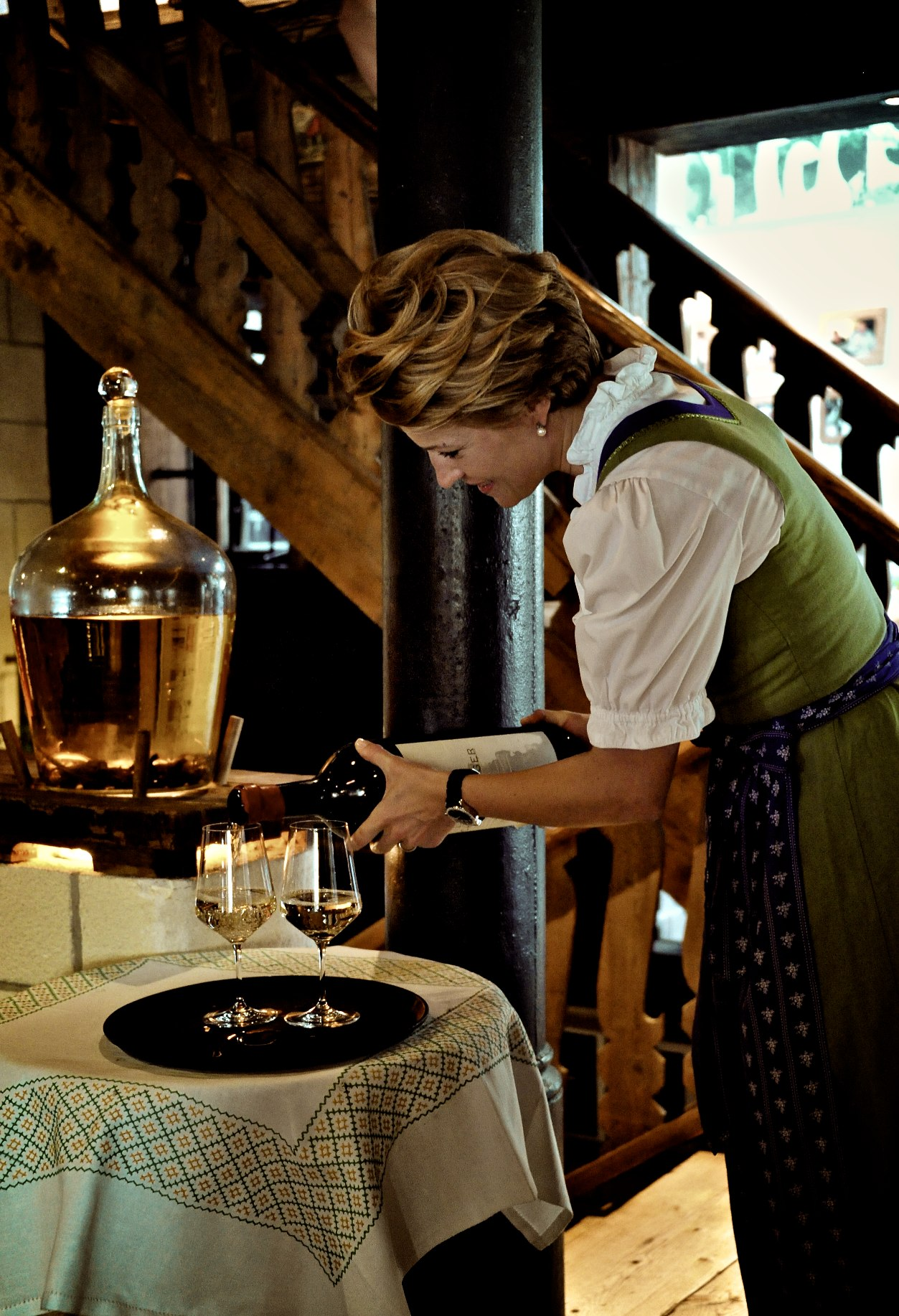
Birgit Reitbauer (* 1974)

- Reitbauer, Heinz (1899–1960), deutscher Bankdirektor und Politiker (FDP)
- Reitbauer, Heinz (* 1970), österreichischer Koch
- Reitberger, Hermann (* 1958), deutscher Freestyle-Skisportler
- Reitberger, Johannes (* 1924), deutscher Diplomat
- Reitberger, Reinhold (1946–2021), deutscher Comicschöpfer und Sachbuchautor
- Reitböck, Heribert (1933–2014), österreichischer Neurowissenschafter

### Reite
- Reitel, Axel (* 1961), deutscher Autor
- Reitel, Ralf (1951–1987), deutscher Theaterschauspieler
- Reitemann, Helmut (* 1959), deutscher Kommunalpolitiker (CDU)
- Reitemeier, Arnd (* 1967), deutscher Historiker
- Reitemeier, Johann Friedrich (1755–1839), deutscher Rechtswissenschaftler und Hochschullehrer
- Reitemeier, Lutz (* 1963), deutscher Kameramann
- Reitemeier, Wiebke (* 1974), deutsche Juristin
- Reitemeyer, Daniel (* 1971), deutscher Volleyballspieler und -trainer
- Reitemeyer-Witt, Ursula (* 1955), deutsche Philosophin und Pädagogin
- Reiten, Eivind (* 1953), norwegischer Politiker (Senterpartiet), Generaldirektor des Konzerns Norsk Hydro (seit 2001)
- Reiten, Guro (* 1994), norwegische FußballspielerinGuro Reiten (* 1994)

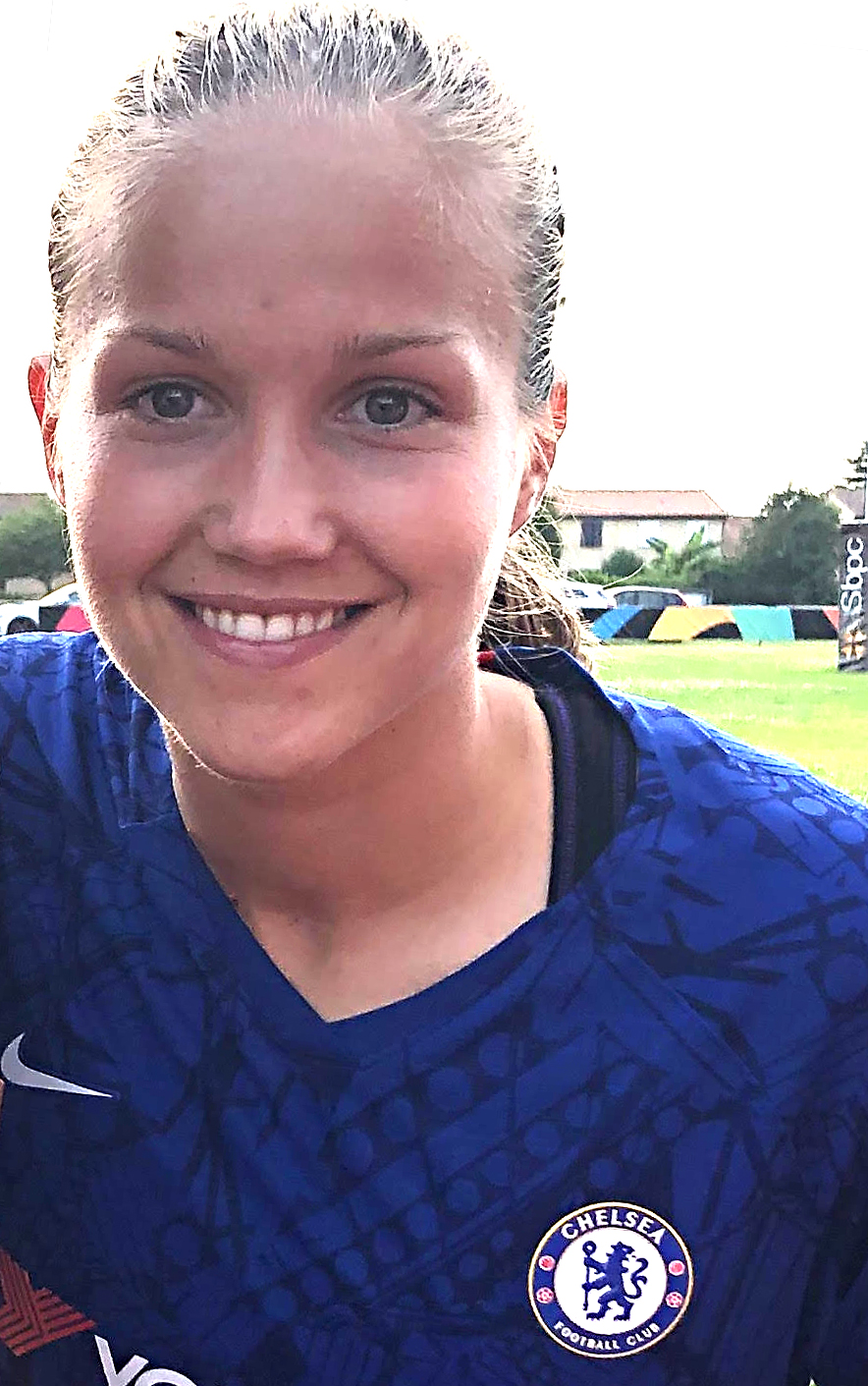
Guro Reiten (* 1994)

- Reiten, Idun (* 1942), norwegische Mathematikerin
- Reiten, Steinar (* 1963), norwegischer Politiker
- Reitenberger, Karl Prokop (1779–1860), Abt des Stift Tepl im Westböhmen und Begründer des Kurortes Marienbad
- Reiter, Achim, deutscher Basketballspieler
- Reiter, Alfred (* 1933), österreichischer Radrennfahrer
- Reiter, Alfred (* 1965), deutscher Opernsänger der Stimmlage Bass
- Reiter, Alois (* 1968), deutscher Biathlet
- Reiter, Anton (* 1954), österreichischer Multimedia-Didaktiker und Autor
- Reiter, Antoni (1950–1986), polnischer Judoka
- Reiter, Bernd (* 1982), österreichischer Jazzmusiker (Schlagzeug, Bandleader)
- Reiter, Brady (* 2000), US-amerikanische Kinderdarstellerin
- Reiter, Bruno Genrichowitsch (1941–2019), russischer Agrarwissenschaftler und Politiker
- Reiter, Carina (* 1988), österreichische Politikerin (ÖVP), Abgeordnete zum Nationalrat
- Reiter, Claude (* 1981), luxemburgischer Fußballspieler
- Reiter, Daniel (* 1983), österreichischer Fußballspieler
- Reiter, Dieter (* 1958), deutscher Kommunalpolitiker (SPD)Dieter Reiter (* 1958)

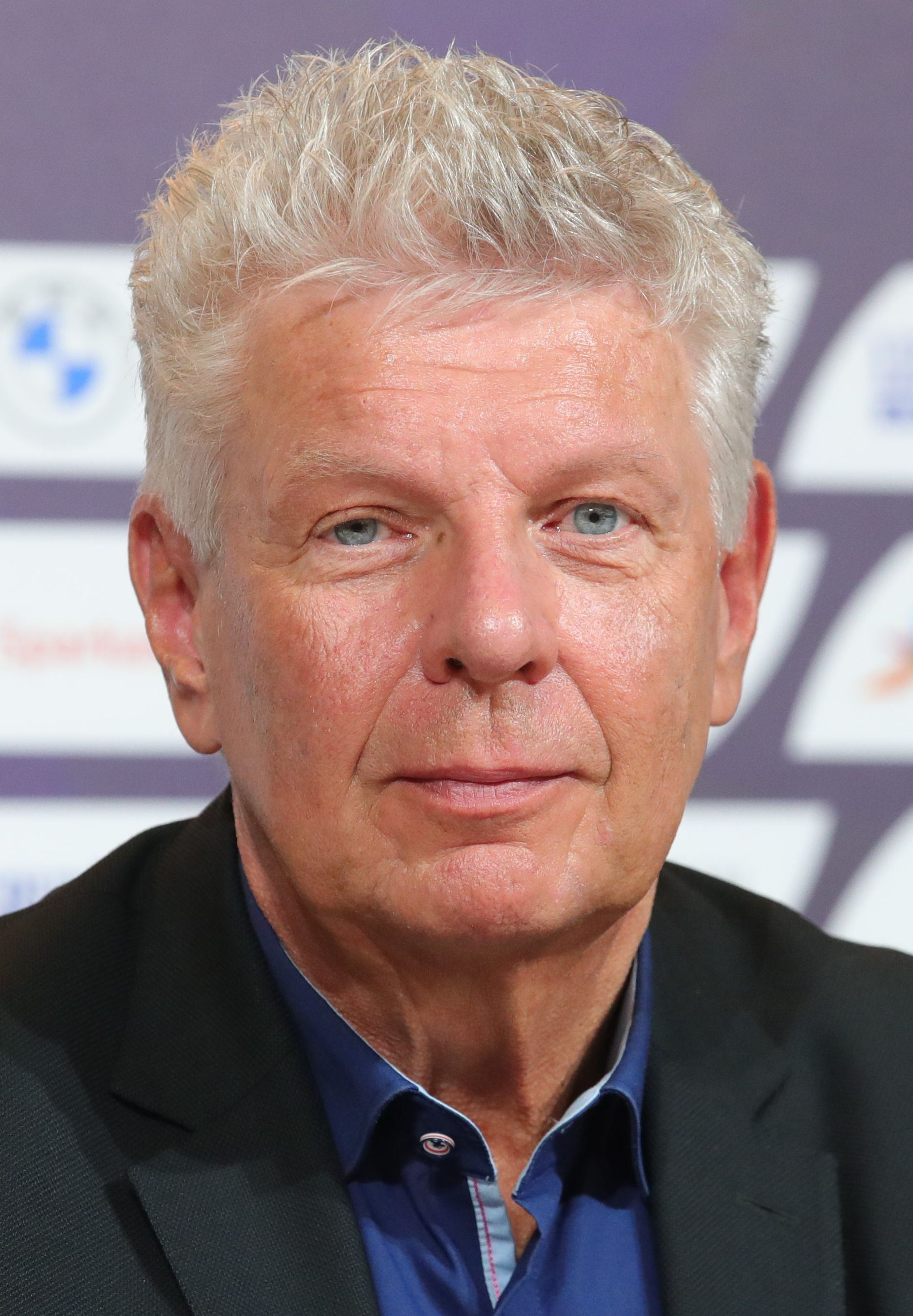
Dieter Reiter (* 1958)

- Reiter, Dominic (* 1995), deutscher Biathlet
- Reiter, Dominik (* 1998), österreichischer Fußballspieler
- Reiter, Ehud (* 1960), britisch-amerikanischer Wissenschaftler auf dem Gebiet der Computerlinguistik und Hochschullehrer
- Reiter, Emanuel (* 1984), deutsch-schweizerischer Popsänger, Songwriter und MusikproduzentEmanuel Reiter (* 1984)

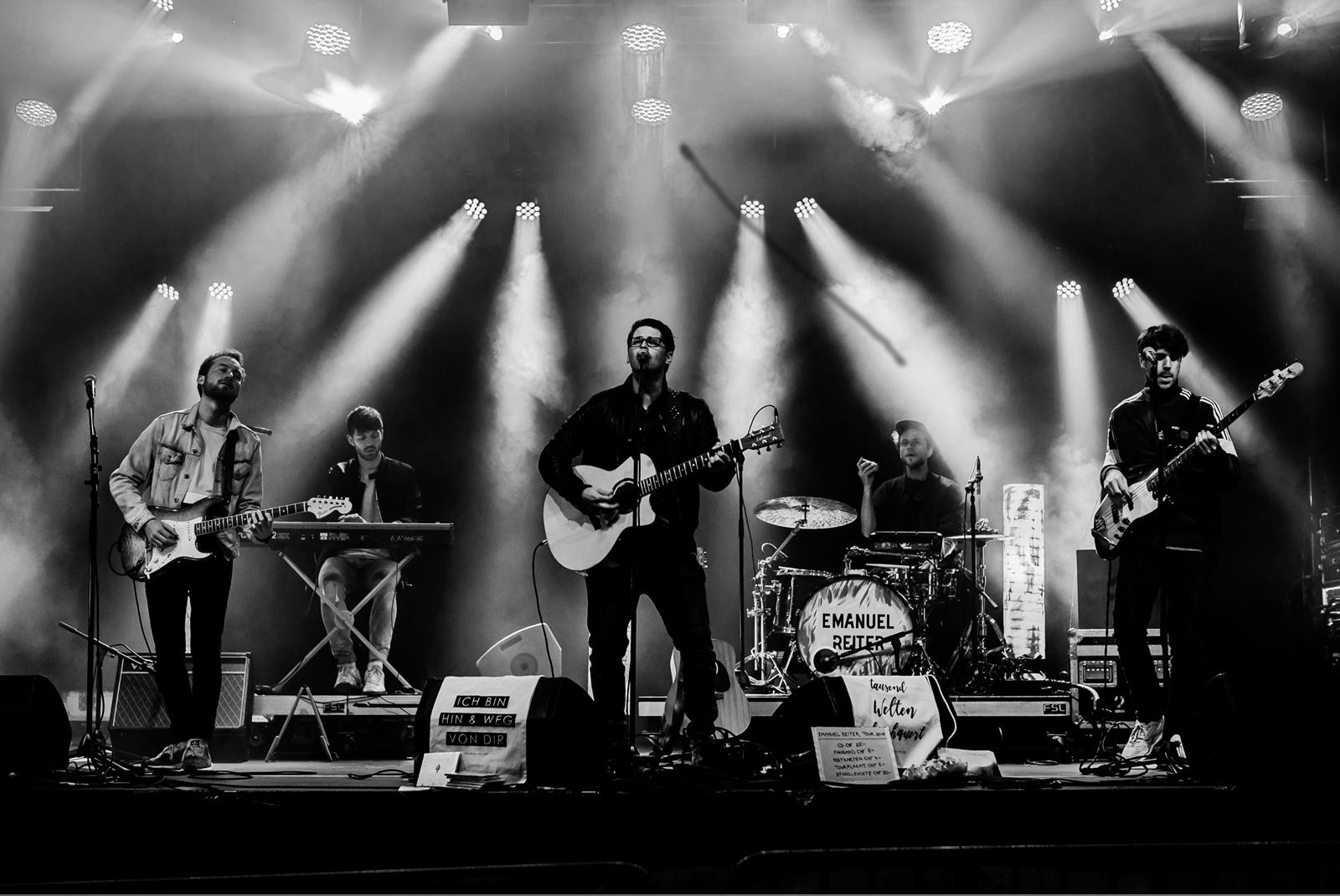
Emanuel Reiter (* 1984)

- Reiter, Erich (1944–2015), österreichischer Jurist, Politikwissenschaftler und Ministerialbeamter
- Reiter, Ernst (1814–1875), badischer, später Schweizer Violinist, Dirigent und Komponist
- Reiter, Ernst (* 1897), Schweizer Sänger, Gesangspädagoge und Komponist
- Reiter, Ernst (1926–2025), deutscher katholischer Theologe
- Reiter, Ernst (* 1962), deutscher Biathlet
- Reiter, Erwin (1933–2015), österreichischer Bildhauer
- Reiter, Fabian (* 1970), deutscher Papyrologe
- Reiter, Ferdinand (1889–1957), österreichischer Journalist
- Reiter, Ferdinand (1926–2013), österreichischer Politiker (ÖVP)
- Reiter, Finn (* 2007), österreichischer Schauspieler
- Reiter, Florian C. (* 1948), deutscher Sinologe
- Reiter, Franz (* 1962), österreichischer Politiker (SPÖ), Landtagsabgeordneter in Tirol
- Reiter, Franz Richard (1952–2025), österreichischer Herausgeber und Publizist
- Reiter, Georg (* 1986), österreichischer Judoka
- Reiter, Günther (* 1949), österreichischer Politiker (SPÖ), Landtagsabgeordneter und Gemeinderat
- Reiter, Hannes (* 1981), österreichischer Skirennläufer
- Reiter, Hans (1881–1969), deutscher Bakteriologe und Hygieniker
- Reiter, Hans (1901–1973), deutscher Politiker (NSDAP), MdR
- Reiter, Hans (1921–1992), österreichischer Mathematiker
- Reiter, Hans (* 1960), deutscher politischer Beamter
- Reiter, Harald (* 1961), deutscher Jurist und Richter am Bundesgerichtshof
- Reiter, Hedwig (1922–2013), deutsche Politikerin (CDU), MdL Saarland
- Reiter, Heidi (* 1953), österreichische Politikerin (Grüne), Landtagsabgeordnete, Mitglied des Bundesrates
- Reiter, Heike (* 1969), deutsche Schriftstellerin
- Reiter, Heinrich (1930–2022), deutscher Jurist und Richter am Bundessozialgericht
- Reiter, Herbert (* 1968), österreichischer Schriftsteller
- Reiter, Herta (* 1957), österreichische Judoka
- Reiter, Herwig (* 1941), österreichischer Dirigent und Komponist
- Reiter, Horst, deutscher Filmeditor
- Reiter, Ilse (1920–2009), saarländische Politikerin (DPS), MdL
- Reiter, Janusz (* 1952), polnischer Publizist und Diplomat
- Reiter, Jessica (* 1974), deutsche Fußballspielerin
- Reiter, Jimmy (* 1975), deutscher Bluesmusiker
- Reiter, Joakim (* 1974), schwedischer Diplomat
- Reiter, Jochen (* 1941), österreichischer Skeletonsportler
- Reiter, Joerg (1958–2015), deutscher Jazzmusiker
- Reiter, Johann Baptist (1813–1890), österreichischer Maler
- Reiter, Johann Evangelist (1764–1835), deutscher katholischer Pfarrer und Künstler
- Reiter, Johann Jacob (1591–1623), deutscher Mediziner
- Reiter, Johann Maria (1851–1924), österreichischer Franziskanerpater sowie Architekt und Maler
- Reiter, Johannes (1944–2020), deutscher römisch-katholischer Theologe und Hochschullehrer
- Reiter, Jonas (* 1996), deutscher Politiker (CDU), MdL
- Reiter, Josef (1862–1939), österreichischer Musikpädagoge, Chorleiter, Kapellmeister und KomponistJosef Reiter (1862–1939)

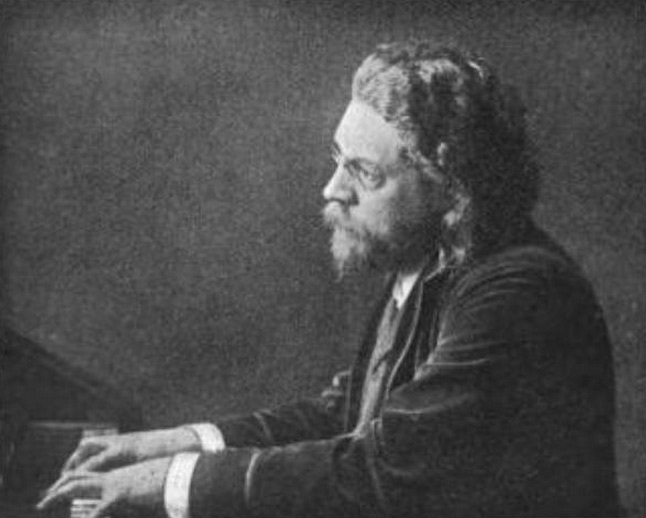
Josef Reiter (1862–1939)

- Reiter, Josef (1890–1981), österreichischer Politiker (ÖVP), Abgeordneter zum Nationalrat
- Reiter, Josef (* 1937), deutscher Philosoph, Hochschullehrer und Rektor der Universität Mainz
- Reiter, Josef (* 1959), österreichischer Judoka und dreimaliger Teilnehmer an Olympischen Spielen
- Reiter, Julius (* 1964), deutscher Rechtsanwalt, Autor und Hochschullehrer (Wirtschaftsrecht, IT-Recht)Julius Reiter (* 1964)

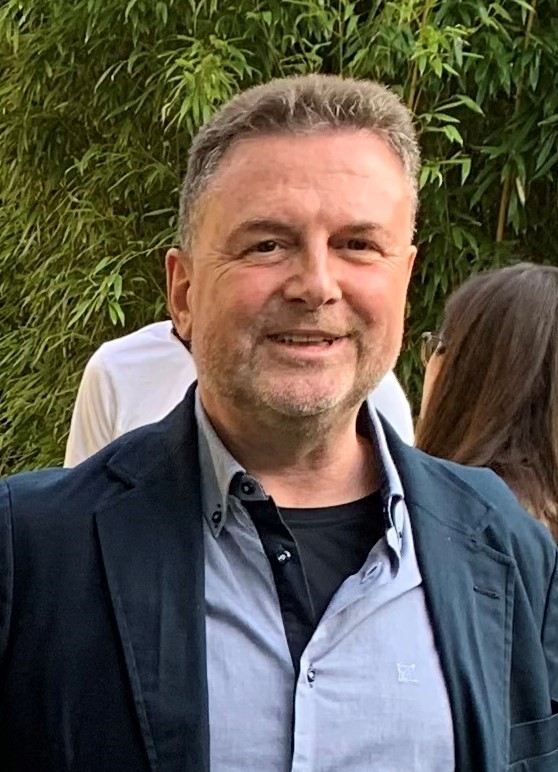
Julius Reiter (* 1964)

- Reiter, Justin (* 1981), US-amerikanischer Snowboarder
- Reiter, Karl (1888–1962), deutscher Generalarzt der Wehrmacht
- Reiter, Käte (1927–2013), deutsche Schriftstellerin
- Reiter, Kelly Lynn (* 1997), US-amerikanische Schauspielerin und Fernsehproduzentin
- Reiter, Kim (* 1992), deutscher Handballspieler
- Reiter, Ludwig (* 1938), österreichischer Psychiater, Psychotherapeut und Hochschullehrer
- Reiter, Margit (* 1963), österreichische Historikerin
- Reiter, Maria (1909–1992), deutsche Verlobte Adolf Hitlers
- Reiter, Maria (* 1968), deutsche Akkordeonistin
- Reiter, Mario (* 1970), österreichischer Skirennläufer
- Reiter, Mario (* 1986), österreichischer Fußballspieler
- Reiter, Markus (* 1971), österreichischer Politiker
- Reiter, Markus (* 1976), deutscher Fußballspieler
- Reiter, Martin (* 1978), österreichischer Jazzmusiker (Piano, Komposition, Arrangement)
- Reiter, Martin (* 1982), deutscher Streethockey-Nationalspieler
- Reiter, Matthäus (1750–1828), deutscher römisch-katholischer Geistlicher, Theologe und Schriftsteller
- Reiter, Max Andrejewitsch (1886–1950), sowjetischer Generaloberst
- Reiter, Michael (* 1988), österreichischer Skilangläufer und Biathlet
- Reiter, Moritz, deutscher Basketballschiedsrichter
- Reiter, Nina (* 1991), österreichische Jazzmusikerin (Gesang)
- Reiter, Norbert (1928–2009), deutscher Sprachwissenschaftler
- Reiter, Patrick (* 1972), österreichischer Judoka
- Reiter, Patrik (* 1995), österreichischer Opernsänger der Stimmlage Tenor
- Reiter, Paul, britischer medizinischer Entomologe
- Reiter, Peter (* 1959), deutscher Komponist und Musiker (Tenor- und Sopransaxophon, Piano) des Modern Jazz
- Reiter, Peter (* 1960), österreichischer Judoka
- Reiter, Philipp (* 1991), deutscher Skibergsteiger und Trailläufer
- Reiter, Ray (1939–2002), kanadischer Informatiker
- Reiter, Reinhold (1920–1998), deutscher Biometeorologe
- Reiter, Richard (1947–2024), US-amerikanischer Jazzmusiker
- Reiter, Robert (* 1932), deutscher Künstler
- Reiter, Rosa-Maria, Laienrichterin am Verfassungsgerichtshof für das Land Baden-Württemberg
- Reiter, Rudolf (1930–2015), deutscher Maschinenbauingenieur, Hochschullehrer und bayerischer Senator
- Reiter, Rudolf L. (1944–2019), deutscher Maler und Bildhauer
- Reiter, Sabine (* 1958), deutsche Politikerin (SPD), MdA
- Reiter, Sabrina (* 1983), österreichische Schauspielerin
- Reiter, Siegfried (1863–1943), österreichischer Klassischer Philologe
- Reiter, Thomas (* 1958), deutscher AstronautThomas Reiter (* 1958)

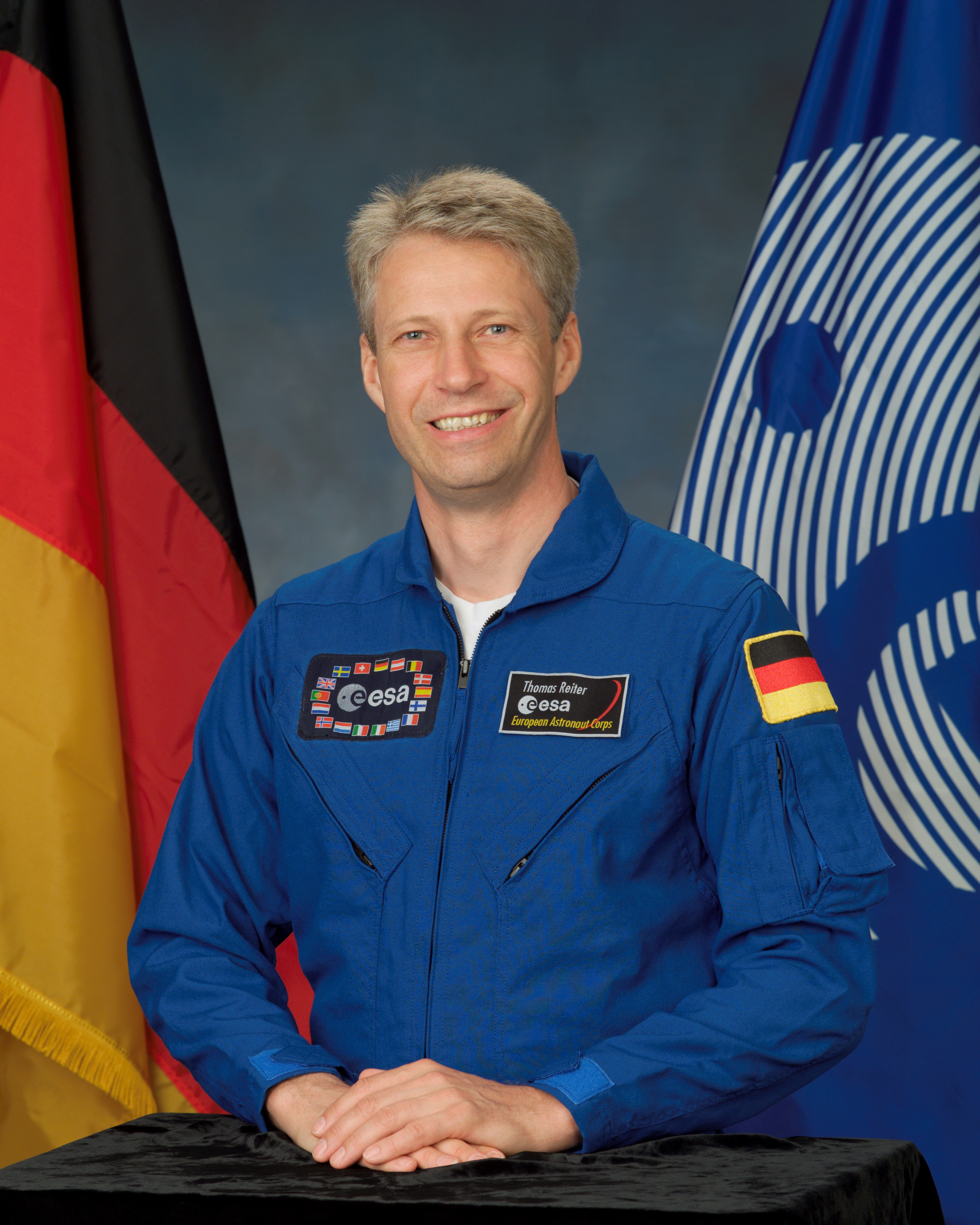
Thomas Reiter (* 1958)

- Reiter, Tobias (* 1985), deutscher Biathlet
- Reiter, Udo (1944–2014), deutscher Journalist und Intendant des MDR
- Reiter, William J. (1889–1979), US-amerikanischer Regieassistent
- Reiter, Wolfgang (* 1955), österreichischer Kulturwissenschaftler, Autor und Theaterleiter
- Reiter-Maler, lakonischer Vasenmaler
- Reiter-Zatloukal, Ilse (* 1960), österreichische Rechtshistorikerin und Hochschullehrerin
- Reiterberger, Markus (* 1994), deutscher Motorradrennfahrer
- Reiterer, Alfred (1934–2008), österreichischer Theaterschauspieler
- Reiterer, Anton (1908–2000), österreichischer römisch-katholischer Ordensgeistlicher und Bischof von Lydenburg-Witbank
- Reiterer, Claudia (* 1968), österreichische TV-Moderatorin und JournalistinClaudia Reiterer (* 1968)

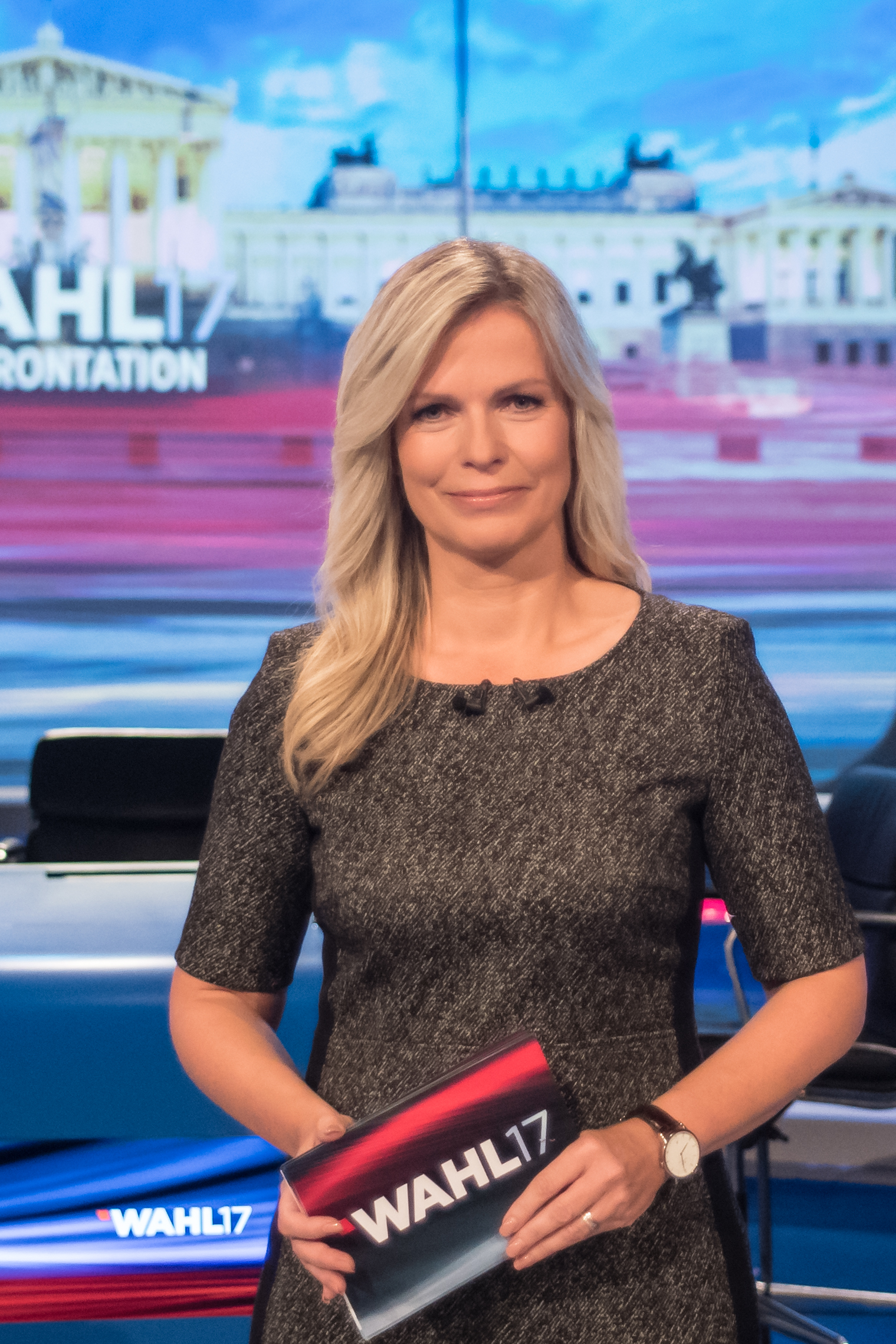
Claudia Reiterer (* 1968)

- Reiterer, Ernst (1851–1923), österreichischer Operettenkomponist
- Reiterer, Friedrich Vinzenz (* 1947), österreichischer Alttestamentler
- Reiterer, Gabriele (* 1963), italienische, deutschsprachige Wissenschaftlerin und Autorin
- Reiterer, Hannelore (* 1941), österreichische Politikerin (SPÖ), Landtagsabgeordnete
- Reiterer, Kevin (* 1992), österreichischer Jetskifahrer
- Reiterer, Marco (* 2007), österreichischer Fußballspieler
- Reiterer, Michael (* 1954), österreichischer Diplomat
- Reiterer, Patrick (* 1990), italienischer Rennfahrer
- Reiterer, Walter (* 1967), österreichischer Fernsehkommentator
- Reiterer, Werner (* 1964), österreichischer Künstler
- Reiterer, Werner (* 1968), australischer Diskuswerfer und Kugelstoßer österreichischer Herkunft
- Reitermaier, Ernst (1918–1993), österreichischer Fußballspieler
- Reitersleben, Max (1900–1979), deutscher KPD- und SED-Funktionär und FDGB-Funktionär

### Reitg
- Reitgaßl, Willy (1936–1988), deutscher Fußballspieler

### Reith
- Reith, August (1838–1909), deutscher Kupferstecher der Düsseldorfer Schule
- Reith, Dieter (1938–2020), deutscher Jazzpianist, -organist, Arrangeur und Komponist
- Reith, Dirk (* 1947), deutscher Komponist und Musikwissenschaftler
- Reith, Douglas, britischer Schauspieler
- Reith, Eckhard (1919–2011), deutscher Politiker (CDU), MdB
- Reith, Hermann von († 1357), Abt des Klosters Schlüchtern; Abt des Klosters St. Stephan in Würzburg
- Reith, John, 1. Baron Reith (1889–1971), Gründungsdirektor der BBC
- Reith, Karl Friedrich (* 1941), deutscher katholischer Theologe
- Reith, Nico (* 1991), deutscher Politiker (parteilos)
- Reith, Niko (* 1969), deutscher Politiker (FDP), MdL
- Reith, Paul Ambrosius, deutscher Maler des Barock
- Reith, Reinhold (* 1955), deutscher Historiker
- Reithard, Johann Jakob (1805–1857), Schweizer Dichter, Pädagoge und Publizist
- Reithebuch, André (* 1986), Schweizer Zimmermann, Mister Schweiz 2009
- Reither, Franco (1945–2014), deutscher Wirtschaftswissenschaftler
- Reither, Hans (1874–1941), österreichischer Politiker (SDAP), Landtagsabgeordneter
- Reither, Josef (1750–1809), österreichischer Ordenspriester (Augustiner-Chorherr) und christlicher Lyriker
- Reither, Josef (1880–1950), österreichischer Politiker (CSP, VF, ÖVP), Landtagsabgeordneter
- Reither, Konrad (1814–1871), Bischof von Speyer
- Reitherman, Bruce (* 1955), US-amerikanischer Kameramann, Produzent, Drehbuchautor und Emmy-Gewinner
- Reitherman, Wolfgang (1909–1985), deutschamerikanischer Regisseur und Trickfilmzeichner
- Reithinger, Gilles (* 1972), französischer römisch-katholischer Geistlicher, Weihbischof in Straßburg
- Reithinger, Otfried (* 1938), deutscher Arzt und Senator (Bayern)
- Reithmann, Christian (1818–1909), Erfinder des ViertaktmotorsChristian Reithmann (1818–1909)

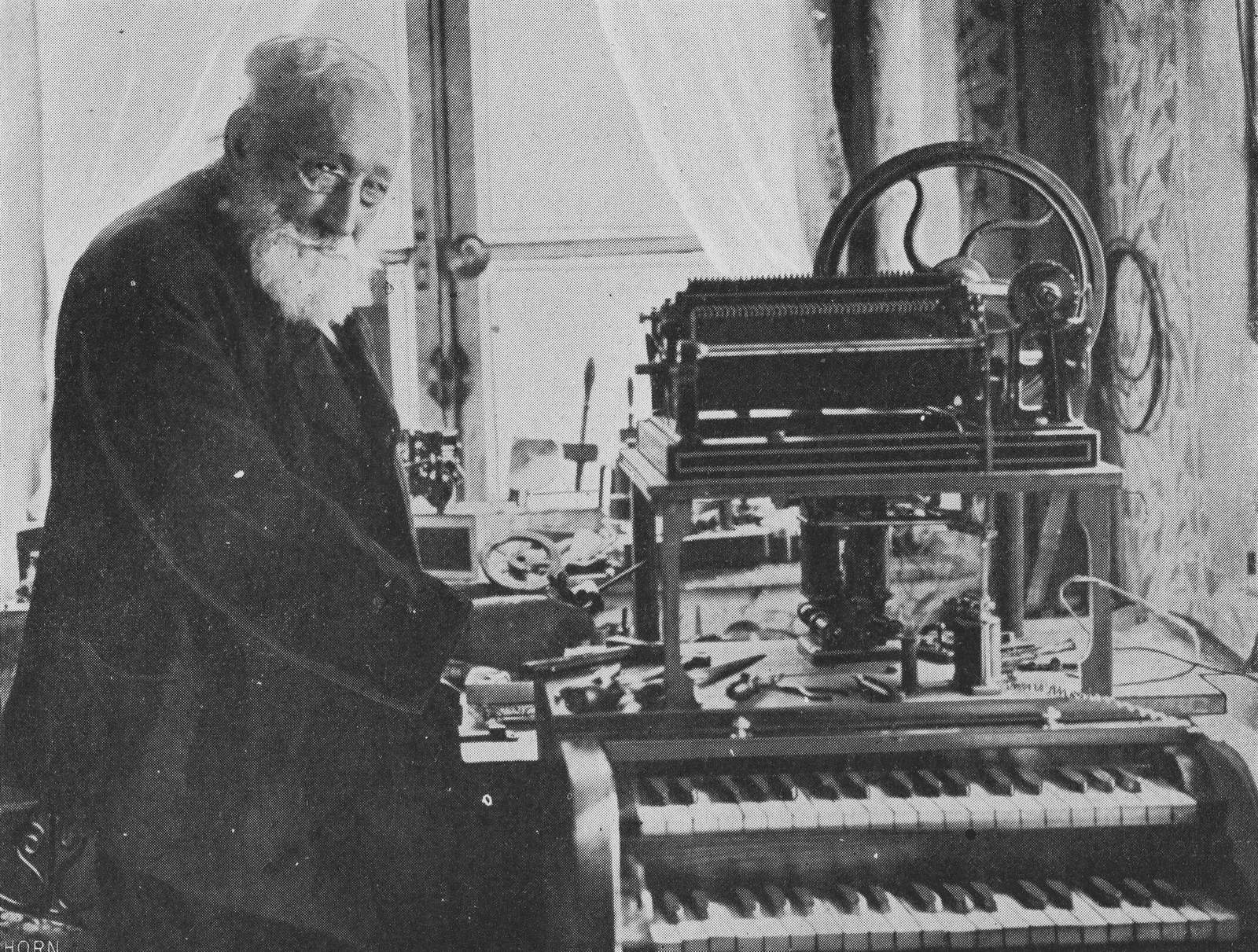
Christian Reithmann (1818–1909)

- Reithmayer, Nina (* 1984), österreichische Rennrodlerin
- Reithmayr, Franz Xaver (1809–1872), deutscher Theologe
- Reithmeier, Nina (* 1981), deutsche Schauspielerin, Sängerin und Hörspielsprecherin
- Reithmeier, Sabine (* 1979), deutsche Biathletin
- Reithmeir, Tobias (* 1999), deutscher Fußballspieler
- Reithofer, Franz Dionys (1767–1819), Theologe und Lokalhistoriker
- Reithofer, Josef (1883–1950), österreichisch-deutscher Schauspieler
- Reithofer, Monika (* 1986), deutsche Schauspielerin
- Reithofer, Norbert (* 1956), deutscher Manager
- Reithoffer, Johann Nepomuk (1781–1872), österreichischer Unternehmer
- Reithoffer, Max (1864–1945), österreichischer Elektrotechniker

### Reiti
- Reitinger, Harald (* 1969), deutscher Musikproduzent, Komponist, Liedtexter
- Reitinger, Josef (1922–1994), österreichischer Prähistoriker
- Reitinger, Richard (* 1951), deutscher Drehbuchautor

### Reitl
- Reitlechner, Gregor (1849–1929), österreichischer Benediktiner und Schriftsteller
- Reitler, Anna (1894–1948), deutsche Politikerin (KPD), MdR
- Reitler, Josef (1883–1948), österreichischer Musikkritiker und Musikpädagoge
- Reitler, Rudolf (1865–1917), österreichischer Arzt und Psychoanalytiker, Gründungsmitglied der Psychologischen Mittwoch-Gesellschaft
- Reitlinger, Alfred (1908–1983), deutscher Fußballfunktionär, Präsident des FC Bayern München (1955–1958)
- Reitlinger, Edmund (1830–1882), österreichischer Physiker
- Reitlinger, Friedrich (1877–1938), österreichischer Unternehmer und Wirtschaftsfunktionär
- Reitlinger, Gerald (1900–1978), britischer Historiker, Kunsthistoriker und Schriftsteller

### Reitm
- Reitmaier, Adolf (1895–1963), österreichischer Politiker (SDAP), Landtagsabgeordneter
- Reitmaier, Claus (* 1964), deutscher Fußballtorwart
- Reitmaier, Simon, österreichischer Klarinettist
- Reitman, Ben (1879–1942), US-amerikanischer Arzt und Sozialreformer
- Reitman, Catherine (* 1981), US-amerikanisch-kanadische Schauspielerin und Produzentin
- Reitman, Ivan (1946–2022), kanadischer Filmregisseur und -produzentIvan Reitman (1946–2022)

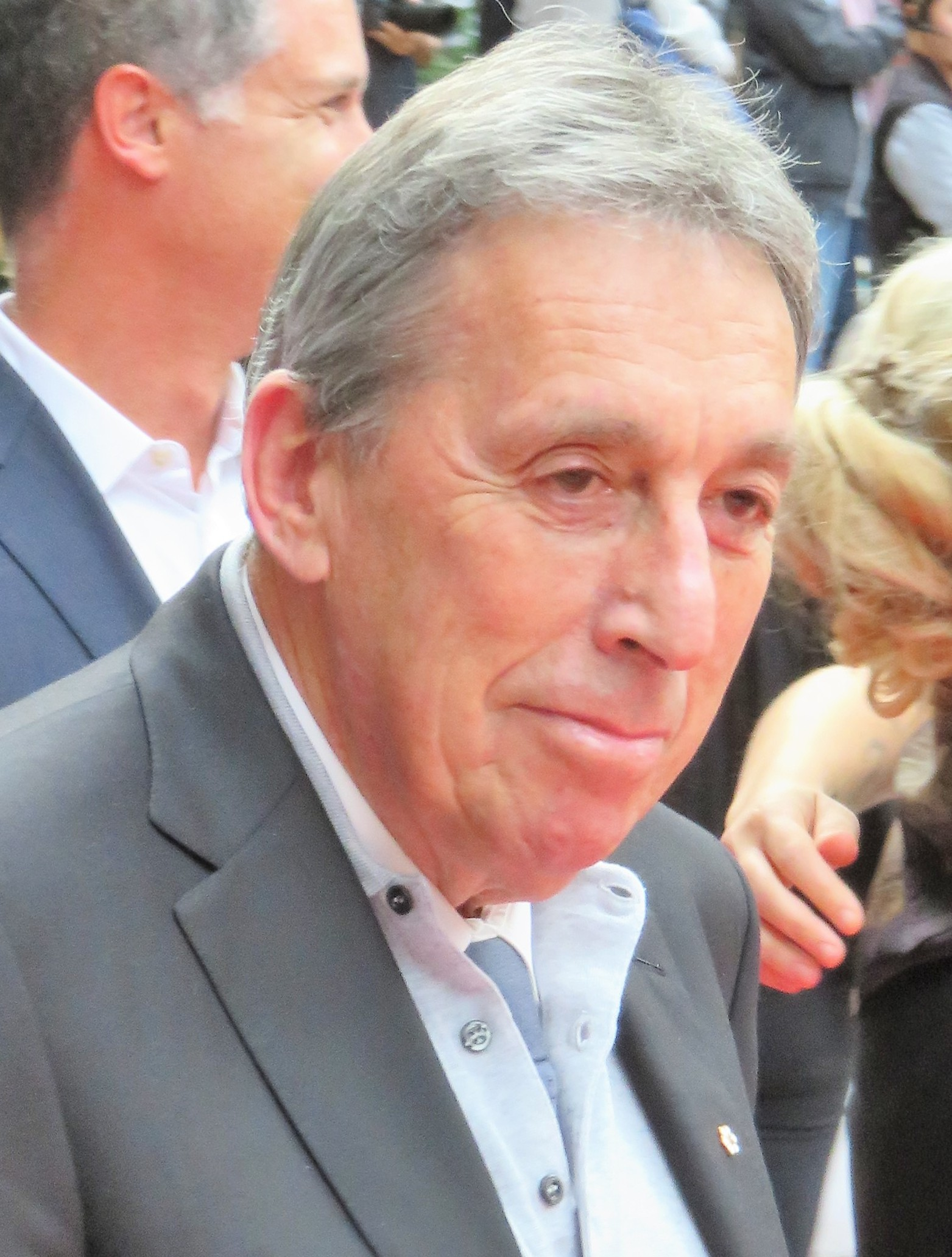
Ivan Reitman (1946–2022)

- Reitman, Jason (* 1977), kanadischer Filmregisseur, Drehbuchautor und Filmproduzent
- Reitman, Joseph D. (* 1968), US-amerikanischer Schauspieler
- Reitmayer, Morten (* 1963), deutscher Historiker
- Reitmayerová, Ivana (* 1992), slowakische Eiskunstläuferin
- Reitmayr, August (1802–1874), deutscher Richter und Politiker
- Reitmayr, Paul (* 1984), österreichischer Triathlet
- Reitmeier, Franz (1892–1957), deutscher Ringer
- Reitmeier, Johann (1888–1977), österreichischer katholischer Priester
- Reitmeier, Johannes (* 1962), deutscher Autor, Regisseur und IntendantJohannes Reitmeier (* 1962)

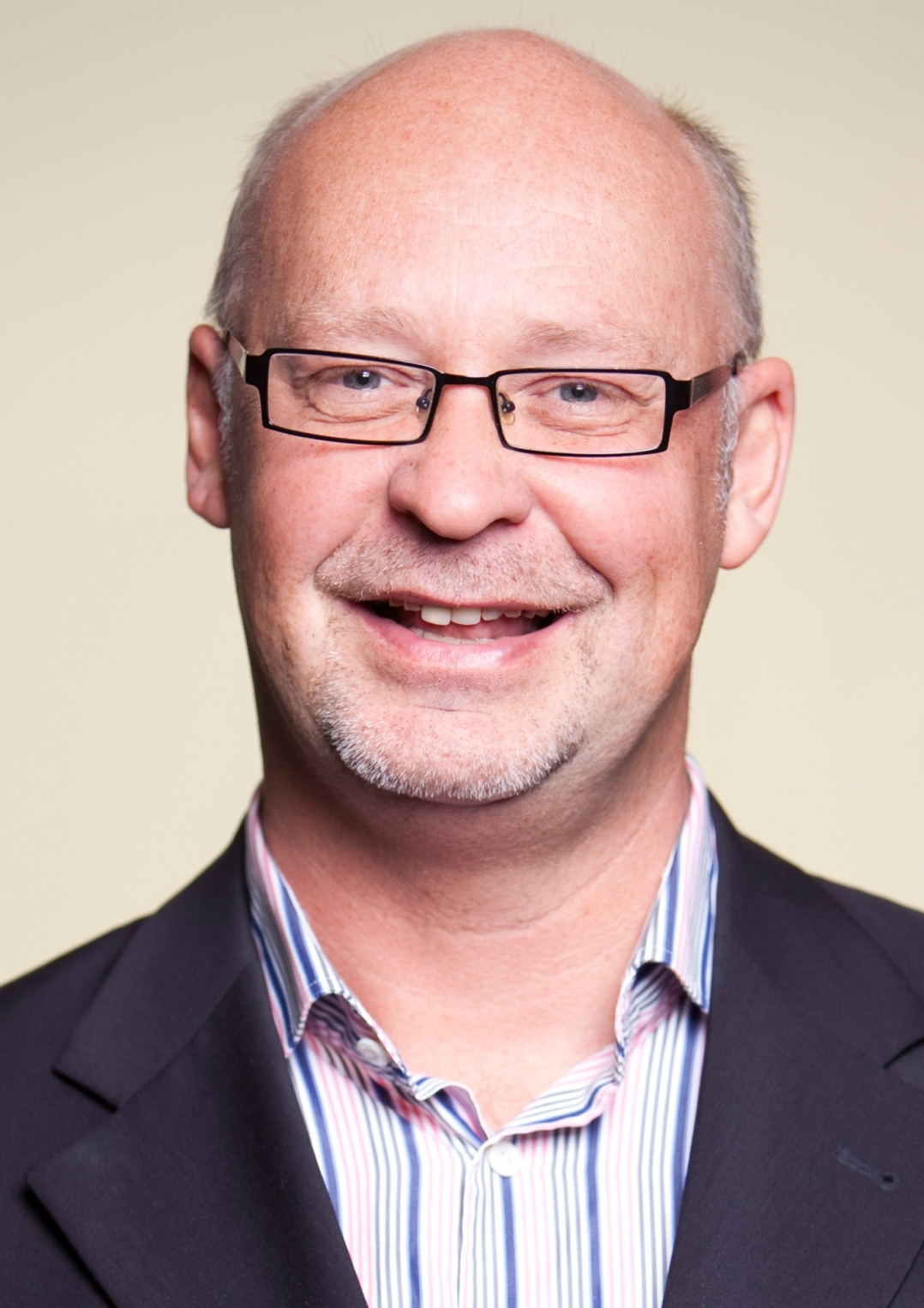
Johannes Reitmeier (* 1962)

- Reitmeier, Karl (1893–1967), deutscher Politiker (BP), MdL Bayern
- Reitmeier, Lorenz (1930–2020), deutscher Kommunalpolitiker
- Reitmeyer, Andrea (* 1979), deutsche Autorin und Illustratorin

### Reitn
- Reitner, Joachim (* 1952), deutscher Paläontologe

### Reito
- Reitor, Georg (1919–2013), deutscher Offizier und deutsch-polnischer Maschinenbauingenieur, Hochschullehrer sowie Fach- und Sachbuchautor

### Reits
- Reitsakas, Arnold (1933–2000), estnischer Informatiker
- Reitsamer, Annemarie (* 1941), österreichische Politikerin (SPÖ), Abgeordnete zum Nationalrat
- Reitsamer, Cornelius (1857–1930), österreichischer Feuerwehrmann und Brandrat
- Reitsamer, Markus (* 1959), österreichischer Politiker (Grüne), Landtagsabgeordneter
- Reitsamer, Reiner (* 1983), österreichischer Journalist und Moderator
- Reitsamer, Richard (1901–1944), religiös motivierter Kriegsdienstverweigerer
- Reitsberger, Georg (* 1952), deutscher Landwirt und Kommunalpolitiker (FW)
- Reitsch, Hanna (1912–1979), deutsche Flugpionierin und FliegerinHanna Reitsch (1912–1979)

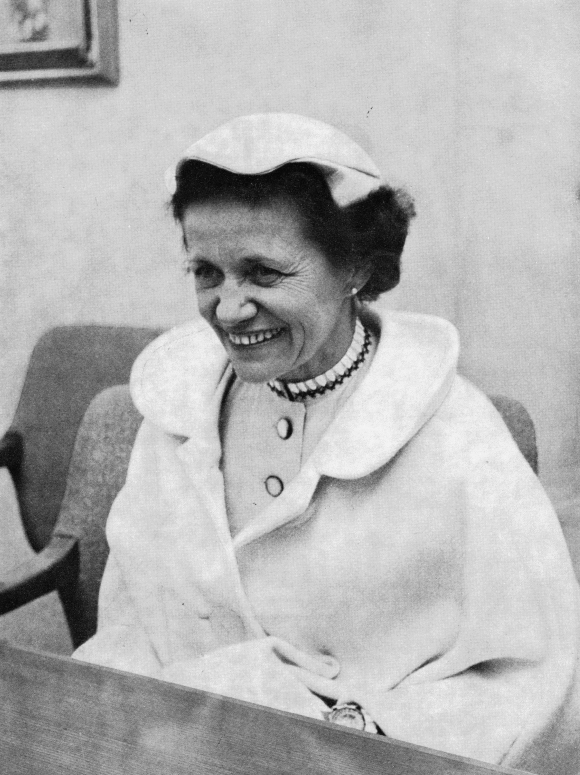
Hanna Reitsch (1912–1979)

- Reitschuster, Boris (* 1971), deutscher Journalist und Sachbuchautor
- Reitsema, Harold (* 1948), US-amerikanischer Astronom
- Reitshammer, Bernhard (* 1994), österreichischer Schwimmer
- Reitsma, Robin (* 1992), niederländischer Musicaldarsteller
- Reitsperger, Otto (* 1955), österreichischer bildender Künstler
- Reitsperger, Philip (* 1984), österreichischer Designer, Fotograf sowie Design- und Medientheoretiker
- Reitstetter, Valentin (* 1998), deutscher Fußballspieler

### Reitt
- Reitter, Albert (1895–1962), österreichischer Jurist, NS-Funktionär und SS-Führer
- Reitter, Edmund (1845–1920), österreichischer Kaufmann, Käfersammler, Insektenhändler und Entomologe
- Reitter, Emmerich (1875–1971), banat-schwäbischer Politiker und Rechtsanwalt
- Reitter, Ernst (1887–1957), österreichischer Sänger und Filmschauspieler
- Reitter, Ferenc (1813–1874), ungarischer Architekt, Ingenieur und Stadtplaner
- Reitter, Heinrich (1816–1906), österreichischer Beamter und Politiker
- Reitter, Johann Daniel von (1759–1811), deutscher Forstwirt und Verwaltungsbeamter
- Reitter, Karl (* 1953), österreichischer Sozialwissenschaftler
- Reitter, Ludwig, deutscher Fußballspieler
- Reitterer, Franz Xaver (1868–1932), österreichischer Schriftsteller und Politiker
- Reitterer, Harold (1902–1987), österreichischer Maler
- Reitterer, Hubert (1944–2025), österreichischer Historiker, Altphilologe und Lexikograf
- Reittererová, Vlasta (* 1947), tschechische Musikwissenschaftlerin
- Reittorner, Erhard († 1465), Benediktiner und Abt der Abtei Niederaltaich (1434–1452)

### Reitw
- Reitwießner, Gerda (1941–2023), deutsche Handballspielerin
- Reitwinkler, Theobald (1705–1779), Abt des Klosters Aldersbach (1745–1779)

### Reitz
- Reitz, Adolf, deutscher Fußballspieler
- Reitz, Adolf (1884–1964), deutscher Chemieingenieur und Sachbuchautor
- Reitz, August (1874–1948), deutscher Heimatkundler und Lehrer
- Reitz, August (1885–1969), deutscher Gewerkschafter
- Reitz, Axel (* 1983), deutscher ehemaliger Neonazi, Aktivist der neonazistischen Freien KameradschaftenAxel Reitz (* 1983)

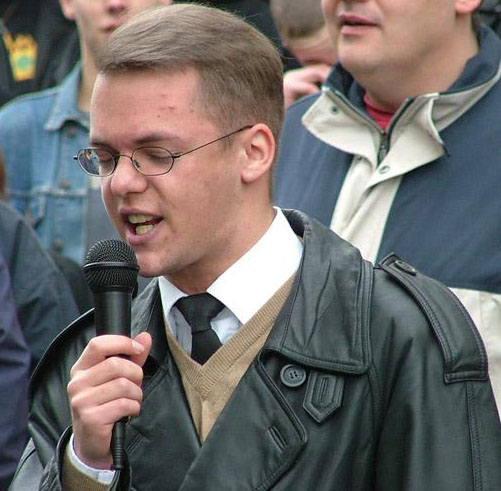
Axel Reitz (* 1983)

- Reitz, Bernhard (1946–2022), deutscher Anglist
- Reitz, Bettina (* 1962), deutsche Medienmanagerin, Filmproduzentin und Fernsehredakteurin
- Reitz, Christian (* 1960), deutscher Kameramann und Filmproduzent
- Reitz, Christian (* 1987), deutscher Sportschütze
- Reitz, Christiane (* 1953), deutsche Altphilologin
- Reitz, Christopher (* 1973), deutscher Hockeynationalspieler
- Reitz, Colin (* 1960), britischer Hindernisläufer
- Reitz, Edgar (* 1932), deutscher Filmregisseur und FilmproduzentEdgar Reitz (* 1932)

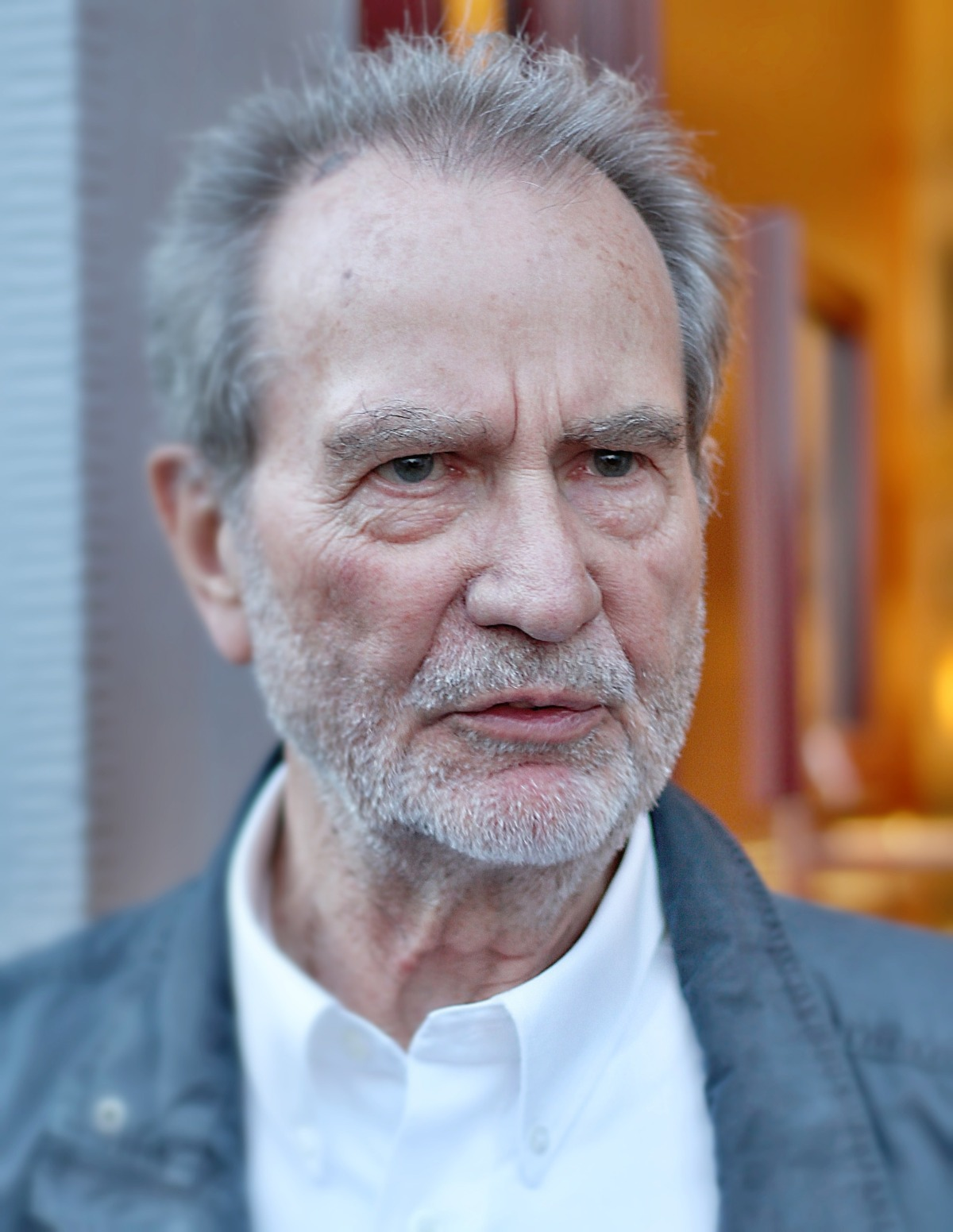
Edgar Reitz (* 1932)

- Reitz, Erik (* 1982), US-amerikanischer Eishockeyspieler
- Reitz, Francis William (1844–1934), südafrikanischer Journalist und Politiker
- Reitz, Franz (1929–2011), deutscher Radrennfahrer
- Reitz, Günter (1911–1994), deutscher Volkskundler und Museumspädagoge
- Reitz, Günter (* 1943), deutscher Jurist und Politiker (CDU)
- Reitz, Heinrich, deutscher Rugbyspieler
- Reitz, Heribert (1930–2018), deutscher Postbeamter und Politiker (SPD), MdL, hessischer Staatsminister
- Reitz, Hildegard (1930–2019), deutsche Kunsthistorikerin, Rektorin der Fachhochschule Aachen
- Reitz, Johann Friedrich (1695–1778), deutscher Historiker und Philologe
- Reitz, Johann Georg (1875–1944), katholischer Theologe, Historiker und rheinländischer Heimatforscher
- Reitz, Johann Henrich (1655–1720), deutscher pietistischer Schriftsteller und Bibelübersetzer
- Reitz, John T., US-amerikanischer Toningenieur und Tontechniker
- Reitz, Karl (1887–1980), hessischer Politiker (CDU)
- Reitz, Karl (1887–1943), deutscher Bratschist
- Reitz, Konstantin (1817–1853), deutscher Afrikaforscher und österreichischer Konsul
- Reitz, Leopold (1889–1972), deutscher Schriftsteller
- Reitz, Manfred (* 1944), deutscher Biologe und Publizist
- Reitz, Nadine (* 1976), deutsche Kinderbuch-Illustratorin, Grafikerin und Autorin
- Reitz, Olaf (* 1969), deutscher Schauspieler, Regisseur und Hörspiel- und Synchronsprecher
- Reitz, Otto (1899–1983), deutscher Automobilkonstrukteur
- Reitz, Robert (1884–1951), Schweizer Geiger und Musikpädagoge
- Reitz, Rocco (* 2002), deutscher Fußballspieler
- Reitz, Sandra (* 1984), deutsche Sportschützin
- Reitz, Siegfried (1910–1999), deutscher Architekt und Stadtplaner
- Reitz, Tilman (* 1974), deutscher Soziologe
- Reitz, Tobias (* 1979), deutscher LiedtexterTobias Reitz (* 1979)

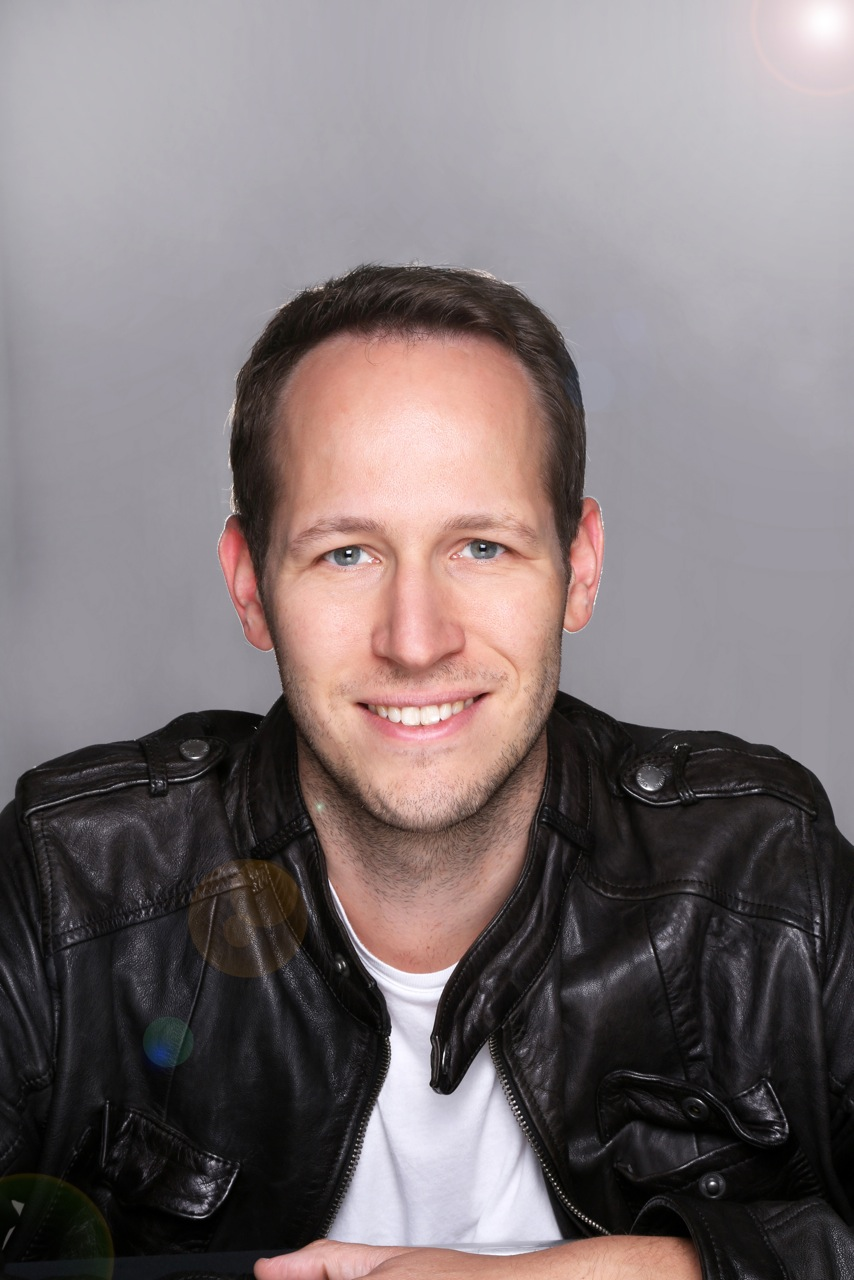
Tobias Reitz (* 1979)

- Reitz, Ulrich (* 1960), deutscher Journalist
- Reitz, Wilhelm (1904–1980), deutscher Politiker (SPD), MdB
- Reitz-Sbresny, Inge (1927–2011), deutsche Schriftstellerin
- Reitze, David (* 1961), US-amerikanischer Physiker
- Reitze, Helmut (* 1952), deutscher Journalist und Intendant des Hessischen Rundfunks
- Reitze, Johanne (1878–1949), deutsche Politikerin (SPD), MdHB, MdR
- Reitzel, Michael (1943–2023), deutscher Politiker (SPD), MdL
- Reitzel, Robert (1849–1898), deutscher Schriftsteller in Nordamerika
- Reitzenstein, deutscher Fußballspieler
- Reitzenstein, Alexander von (1904–1986), deutscher Kunsthistoriker und Museumsleiter
- Reitzenstein, Anke (* 1961), deutsche Schauspielerin und Synchronsprecherin
- Reitzenstein, Carl Heinrich von (1729–1813), kursächsischer General der Infanterie
- Reitzenstein, Carl Sigmund Felix von (1848–1897), württembergischer Offizier und Kammerherr
- Reitzenstein, Christoph Ludwig Rudolph von (1736–1796), Chef des Jägerkorps Ansbach-Bayreuth in Nordamerika, königlich preußischer Generalmajor und Chef des Infanterieregiments Nr. 56
- Reitzenstein, Editha von (1850–1905), deutsche Dichterin und Schriftstellerin
- Reitzenstein, Egmont von (1819–1900), preußischer Generalmajor
- Reitzenstein, Erdmann von (1844–1922), preußischer Generalleutnant, Mitglied des Abgeordnetenhauses
- Reitzenstein, Erich (1897–1976), deutscher Klassischer Philologe
- Reitzenstein, Ferdinand von (1838–1905), deutscher Rittergutsbesitzer und Mitglied des Deutschen Reichstags (Zentrum)
- Reitzenstein, Ferdinand von (1876–1929), deutscher Sexualwissenschaftler
- Reitzenstein, Franziska von (1834–1896), deutsche Schriftstellerin
- Reitzenstein, Friederike von (1748–1819), deutsche Schriftstellerin
- Reitzenstein, Friedrich Ernst von († 1739), kaiserlicher Generalfeldwachtmeister und Inhaber des Infanterie-Regiments No.12
- Reitzenstein, Friedrich von (1834–1897), deutscher Verwaltungsjurist und Bezirkspräsident
- Reitzenstein, Günther (1889–1953), deutscher Landrat und Verwaltungsrichter
- Reitzenstein, Hans Joachim von (1881–1935), deutscher Schriftsteller
- Reitzenstein, Hans-Albin Freiherr von (1911–1943), deutscher Offizier, zuletzt SS-Obersturmbannführer im Zweiten Weltkrieg
- Reitzenstein, Heinrich August Friedrich von (1747–1823), preußischer Generalmajor, Chef des gleichnamigen Kürassierregiments
- Reitzenstein, Heinrich von (1796–1865), preußischer General der Infanterie
- Reitzenstein, Helene von (1853–1944), württembergische MillionärinHelene von Reitzenstein (1853–1944)

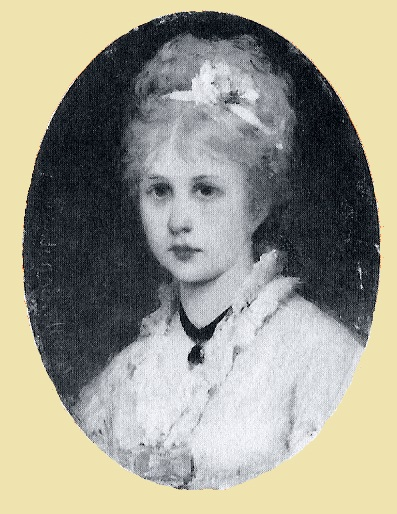
Helene von Reitzenstein (1853–1944)

- Reitzenstein, Hieronymus von († 1503), deutscher Zisterzienser und Weihbischof in Bamberg
- Reitzenstein, Julien (* 1975), deutscher Historiker und Autor
- Reitzenstein, Karl Bernhard von (1809–1885), württembergischer Generalleutnant
- Reitzenstein, Karl Egon von (1873–1924), deutscher Politiker, Vorsitzender des Deutschen Volksbundes für Polnisch-Schlesien, Abgeordneter im Schlesischen Parlament und im Preußischen Abgeordnetenhaus
- Reitzenstein, Karl Erdmann von (1722–1789), preußischer Generalmajor und Chef des Dragoner-Regiments Nr. 12
- Reitzenstein, Karl von, deutscher Dramatiker
- Reitzenstein, Karl von (1793–1846), preußischer Generalmajor, Kommandeur der 7. Landwehr-Brigade
- Reitzenstein, Karl von (1797–1878), preußischer Generalleutnant
- Reitzenstein, Karl von (1823–1874), Historiker und Kustos der Universitätsbibliothek in Straßburg
- Reitzenstein, Marie von (1854–1894), deutsche Autorin und Lyrikerin
- Reitzenstein, Nikolai Karlowitsch (1854–1916), russischer Marineoffizier, zuletzt Admiral
- Reitzenstein, Otto (1911–1983), deutscher Jurist
- Reitzenstein, Richard (1861–1931), deutscher klassischer Philologe und Religionshistoriker
- Reitzenstein, Robert von (1821–1902), deutscher Jurist und preußischer Landrat des Kreises Recklinghausen
- Reitzenstein, Sigismund von (1766–1847), badischer Diplomat und Politiker
- Reitzenstein, Wilhelm August von (1815–1864), deutscher Offizier und Diplomat
- Reitzenstein, Wolf-Armin von (* 1940), deutscher Historiker mit Schwerpunkt bayerischer Toponomastik
- Reitzer, Angelika (* 1971), österreichische Schriftstellerin
- Reitzer, Helly, österreichische Tischtennis-Nationalspielerin
- Reitzer, Jean-Luc (* 1959), französischer Politiker
- Reitzer, Wilhelm (1917–2007), deutscher römisch-katholischer Geistlicher
- Reitzig, Jörg (* 1966), deutscher Wirtschafts- und Sozialwissenschaftler und Hochschullehrer
- Reitzig, Markus (* 1972), deutscher Organisationswissenschaftler
- Reitzl, Anton (1915–1994), österreichischer Politiker (ÖVP), Landtagsabgeordneter
- Reitzle, Wolfgang (* 1949), deutscher Manager, Vorstandsvorsitzender der Linde AG (seit Januar 2003)Wolfgang Reitzle (* 1949)

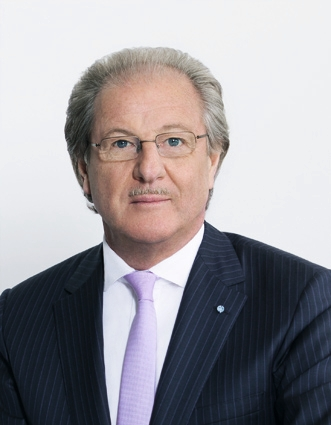
Wolfgang Reitzle (* 1949)

- Reitzmann, Heinrich († 1528), Kanoniker in Aschaffenburg
- Reitzner, Richard (1893–1962), deutscher Politiker (DSAP, SPD), MdB